# (31075) 1996 XV
1996 أكس في (ويعرف أيضًا باسم (31075) 1996 أكس في وفق تسمية الكوكب الصغير) (بالإنجليزية: 1996 XV)‏ هو كويكب ضمن حزام الكويكبات؛ وترتيبه 31075 من حيث الاكتشاف.
اكتُشف هذا الجُرم الفلكي بواسطة ناوتو ساتو في 1 ديسمبر 1996.

## وصلات خارجية
- (31075) 1996 XV في قاعدة بيانات مختبر الدفع النفاث لأجرام النظام الشمسي الصغيرة

- الاكتشاف · مخطط المدار ·  العناصر المدارية · المعلمات المادية

- (31075) 1996 XV على موقع ويكي سكاي: DSS2, SDSS, GALEX, IRAS, Hydrogen α, X-Ray, Astrophoto, Sky Map, Articles and images